# Escape from Alcatraz (triathlon)
Escape from Alcatraz est le nom d'une épreuve annuelle de triathlon courte distance qui se tient depuis 1981 dans la baie de San Francisco en Californie et dont le départ est donné depuis un bateau, à proximité de l'île d'Alcatraz.

## Histoire
La première épreuve originale de triathlon remonte à juin 1981 et voit les concurrents du Dolphin Club relier à la nage l'île d'Alcatraz à la ville de San Francisco, puis partir à vélo vers le comté de Marin par le Golden Gate Bridge, enfin courir du mont Tamalpais à Stinson Beach. Cette première formule est ensuite modifiée en aquathlon en 1983. Une seconde épreuve  qui reprend l’édition originale et dont le parcours est modifié en 1990  est organisée par la suite par l'International management group.